# SC Rot-Weiß Oberhausen-Rhld. 1904 1962-1963
Questa voce raccoglie le informazioni riguardanti il SC Rot-Weiß Oberhausen-Rhld. 1904 nelle competizioni ufficiali della stagione 1962-1963.

## Stagione
Nella stagione 1962-1963 il Rot Weiss Oberhausen, allenato da Nándor Lengyel, concluse il campionato di Oberliga ovest al 10º posto.

## Rosa
| N. |                     | Ruolo | Calciatore         |
| -- | ------------------- | ----- | ------------------ |
|    | Germania (bandiera) | P     | Helmut Traska      |
|    | Germania (bandiera) | D     | Hans Barwenzik     |
|    | Germania (bandiera) | D     | Friedhelm Kobluhn  |
|    | Germania (bandiera) | D     | Horst Poganatz     |
|    | Germania (bandiera) | D     | Peter Schulz       |
|    | Germania (bandiera) | C     | Karlheinz Feldkamp |
|    | Germania (bandiera) | C     | Helmut Laszig      |
|    | Germania (bandiera) | C     | Fredi Lauten       |
|    | Germania (bandiera) | C     | Ata Lüger          |

| N. |                     | Ruolo | Calciatore          |
| -- | ------------------- | ----- | ------------------- |
|    | Germania (bandiera) | C     | Hans Siemensmeyer   |
|    | Germania (bandiera) | C     | Willi Wrenger       |
|    | Germania (bandiera) | A     | Günther Dait        |
|    | Germania (bandiera) | A     | Helmut Kowalski     |
|    | Germania (bandiera) | A     | Rolf Lendzian       |
|    | Germania (bandiera) | A     | Karl-Otto Marquardt |
|    | Germania (bandiera) | A     | Uwe Scheurer        |
|    | Germania (bandiera) | A     | Heinz van Üüm       |

## Organigramma societario
Area tecnica
- Allenatore: Nándor Lengyel
- Allenatore in seconda:
- Preparatore dei portieri:
- Preparatori atletici:
- Analisi video:

## Calciomercato

### Sessione estiva
| Acquisti | Acquisti       | Acquisti          | Acquisti |
| R.       | Nome           | da                | Modalità |
| -------- | -------------- | ----------------- | -------- |
| A        | Rolf Lendzian  | Twente            |          |
| D        | Horst Poganatz | Eintracht Treviri |          |
| A        | Uwe Scheurer   | Reutlingen        |          |

| Cessioni | Cessioni          | Cessioni          | Cessioni |
| R.       | Nome              | a                 | Modalità |
| -------- | ----------------- | ----------------- | -------- |
| D        | Jürgen Sundermann | Viktoria Colonia  |          |
| A        | Franz Wolny       | STV Horst-Emscher |          |

## Risultati

### Oberliga ovest

#### Girone di andata
| Arbitro: | Schleißner |

|                                            |           |            |
| Barwenzik 31’ (rig.) Dait 39’ Scheurer 47’ | Marcatori | 15’ Müller |

| Arbitro: | Bergau |

|  |           |                      |
|  | Marcatori | 85’ (rig.) Barwenzik |

| Arbitro: | Schubring |

|                        |           |             |
| Schulz 12’ Kobluhn 69’ | Marcatori | 43’ Schönen |

| Arbitro: | Büschgens |

|                                                          |           |                                    |
| Sell 3’, 23’, 72’ van Haaren 33’ Schöngen 62’ Demond 87’ | Marcatori | 37’ Marquardt 86’ (rig.) Barwenzik |

| Oberhausen 15 settembre 1962 5ª giornata | RW Oberhausen | 0 – 0 referto | Westfalia Herne | Niederrheinstadion (14 000 spett.)\| Arbitro: \| Hochrath \| |
| Arbitro:                                 | Hochrath      |               |                 |                                                              |

| Arbitro: | Vieler |

|                 |           |                            |
| Brungs 24’, 32’ | Marcatori | 42’ Siemensmeyer 74’ Lüger |

| Arbitro: | Buschhorn |

|  |           |                               |
|  | Marcatori | 35’ (rig.) Mozin 72’ Klöckner |

| Arbitro: | Wortmann |

|                                                             |           |                                                        |
| Peters 11’ Höher 12’ Klimaschefski 32’ Heydenreich 57’, 63’ | Marcatori | 33’ Marquardt 35’ (rig.) Barwenzik 45’ (aut.) Haarmann |

| Arbitro: | Niemeyer |

|                 |           |                     |
| Schulz 64’, 79’ | Marcatori | 84’ Ipta 88’ Rausch |

| Arbitro: | Mix |

|               |           |                                                      |
| Matischak 26’ | Marcatori | 16’, 52’ Scheurer 32’, 67’ Marquardt 72’, 74’ Schulz |

| Arbitro: | Eschweiler |

|                                  |           |                                   |
| Schulz 8’ Laszig 46’ Wrenger 65’ | Marcatori | 30’, 77’ Pohlschmidt 81’ Lungwitz |

| Arbitro: | Siepe |

|                                                   |           |  |
| Schütz 21’, 50’ Konietzka 32’, 76’, 83’ Sturm 89’ | Marcatori |  |

| Arbitro: | Kasper |

|                               |           |                       |
| Barwenzik 8’ Siemensmeyer 57’ | Marcatori | 24’ (rig.) Straschitz |

| Arbitro: | Thier |

|           |           |                                      |
| Tönges 4’ | Marcatori | 2’ Schulz 70’ Feldkamp 90’ Marquardt |

| Arbitro: | Höfer |

|            |           |  |
| Krämer 66’ | Marcatori |  |

#### Girone di ritorno
| Arbitro: | Epping |

|                                                              |           |  |
| Schäfer 10’ Müller 58’, 79’ (rig.) Thielen 67’ Regh 73’, 81’ | Marcatori |  |

| Arbitro: | Schörnich |

|                          |           |             |
| Kobluhn 30’ Feldkamp 56’ | Marcatori | 21’ Kösling |

| Arbitro: | Eschweiler |

|                                     |           |  |
| Schulz 22’ Kobluhn 55’ Lendzian 83’ | Marcatori |  |

| Arbitro: | Pescher |

|                  |           |                  |
| Mozin 55’ (rig.) | Marcatori | 60’ Siemensmeyer |

| Arbitro: | Irmer |

|                           |           |  |
| Wrenger 34’ Barwenzik 67’ | Marcatori |  |

| Arbitro: | Dreuw |

|           |           |               |
| Becher 8’ | Marcatori | 35’ Barwenzik |

| Arbitro: | Rangosch |

|          |           |                  |
| Beyer 6’ | Marcatori | 40’ Siemensmeyer |

| Arbitro: | Dreuw |

|                                   |           |                           |
| Barwenzik 57’ (rig.) Feldkamp 80’ | Marcatori | 37’ Wosab 78’, 82’ Cyliax |

| Arbitro: | Hillebrand |

|                             |           |  |
| Meyer 9’, 40’ Wolfframm 88’ | Marcatori |  |

| Arbitro: | Fork |

|                     |           |  |
| Esser 33’ Lipka 54’ | Marcatori |  |

| Arbitro: | Schmitz |

|          |           |  |
| Koch 28’ | Marcatori |  |

| Arbitro: | Malka |

|                              |           |                                      |
| Poganatz 54’, 73’ Schulz 87’ | Marcatori | 17’ Schulz 20’ Nauheimer 83’ Kratzer |

| Arbitro: | Leidag |

|            |           |            |
| Wrenger 4’ | Marcatori | 56’ Brungs |

| Arbitro: | Buschhorn |

|                            |           |  |
| Scheurer 35’ Barwenzik 39’ | Marcatori |  |

| Arbitro: | Hackforth |

|                            |           |                            |
| Schulz 4’ Siemensmeyer 25’ | Marcatori | 14’ Schult 46’, 84’ Kremer |

## Statistiche

### Statistiche di squadra
| Competizione   | Punti | In casa | In casa | In casa | In casa | In casa | In casa | In trasferta | In trasferta | In trasferta | In trasferta | In trasferta | In trasferta | Totale | Totale | Totale | Totale | Totale | Totale | DR |
| Competizione   | Punti | G       | V       | N       | P       | Gf      | Gs      | G            | V            | N            | P            | Gf           | Gs           | G      | V      | N      | P      | Gf     | Gs     | DR |
| -------------- | ----- | ------- | ------- | ------- | ------- | ------- | ------- | ------------ | ------------ | ------------ | ------------ | ------------ | ------------ | ------ | ------ | ------ | ------ | ------ | ------ | -- |
| Oberliga ovest | 29    | 15      | 7       | 5       | 3       | 29      | 21      | 15           | 3            | 4            | 8            | 20           | 37           | 30     | 10     | 9      | 11     | 49     | 58     | -9 |
| Totale         | 29    | 15      | 7       | 5       | 3       | 29      | 21      | 15           | 3            | 4            | 8            | 20           | 37           | 30     | 10     | 9      | 11     | 49     | 58     | -9 |

### Andamento in campionato
| Giornata  | 1 | 2 | 3 | 4 | 5 | 6 | 7  | 8  | 9  | 10 | 11 | 12 | 13 | 14 | 15 | 16 | 17 | 18 | 19 | 20 | 21 | 22 | 23 | 24 | 25 | 26 | 27 | 28 | 29 | 30 |
| --------- | - | - | - | - | - | - | -- | -- | -- | -- | -- | -- | -- | -- | -- | -- | -- | -- | -- | -- | -- | -- | -- | -- | -- | -- | -- | -- | -- | -- |
| Luogo     | C | T | C | T | C | T | C  | T  | C  | T  | C  | T  | C  | T  | T  | T  | C  | C  | T  | C  | T  | T  | C  | T  | T  | T  | C  | C  | C  | C  |
| Risultato | V | V | V | P | N | N | P  | P  | N  | V  | N  | P  | V  | V  | P  | P  | V  | V  | N  | V  | N  | N  | P  | P  | P  | P  | N  | N  | V  | P  |
| Posizione | 2 | 2 | 2 | 4 | 4 | 7 | 10 | 11 | 11 | 6  | 6  | 8  | 6  | 6  | 6  | 9  | 8  | 8  | 9  | 7  | 7  | 6  | 9  | 10 | 10 | 10 | 9  | 10 | 9  | 10 |

Legenda:

Luogo: C = Casa; T = Trasferta. Risultato: V = Vittoria; N = Pareggio; P = Sconfitta.

### Statistiche dei giocatori
| H. Barwenzik    | 29 | 9  | 0 | 0 |
| G. Dait         | 18 | 1  | 0 | 0 |
| K. Feldkamp     | 23 | 3  | 0 | 1 |
| F. Kobluhn      | 30 | 3  | 0 | 1 |
| H. Kowalski     | 3  | 0  | 0 | 0 |
| H. Laszig       | 23 | 1  | 0 | 1 |
| F. Lauten       | 22 | 0  | 0 | 1 |
| R. Lendzian     | 12 | 1  | 0 | 0 |
| A. Lüger        | 23 | 1  | 0 | 0 |
| K. Marquardt    | 18 | 5  | 0 | 0 |
| H. Poganatz     | 18 | 2  | 0 | 0 |
| U. Scheurer     | 20 | 4  | 0 | 0 |
| P. Schulz       | 23 | 10 | 0 | 0 |
| H. Siemensmeyer | 28 | 5  | 0 | 1 |
| H. Traska       | 30 | 0  | 0 | 0 |
| W. Wrenger      | 10 | 3  | 0 | 0 |
| H. van Üüm      | 0  | 0  | 0 | 0 |